# Eleccions presidencials armènies de 1998
Les Eleccions presidencials armènies de 1998 van tenir lloc el 19 i 30 de març de 1998 per a escollir el president d'Armènia. Cap candidat va obtenir la majoria en la primera volta. No obstant això, tant l'oposició i els observadors internacionals van dir que les eleccions havien vist grans quantitats de frau electoral i l'oposició no reconeix els resultats de les eleccions.

## Election results
| Candidats i partits nominants                           | Vots 1a volta | %      | Vots 2a volta | %      |
| ------------------------------------------------------- | ------------- | ------ | ------------- | ------ |
| Robert Kocharyan - Independent                          | 545,938       | 38,50% | 908,613       | 58,91% |
| Karen Demirchyan – Iniciativa Civil                     | 431,967       | 30,46% | 618,764       | 40,12% |
| Vazgen Manukyan – Unió Nacional Democràtica             | 172,449       | 12,16% |               |        |
| Sergey Badalyan – Partit Comunista                      | 155,023       | 10,93% |               |        |
| Paruyr Hayrikyan – Unió per l'Autodeterminació Nacional | 76,212        | 5,37%  |               |        |
| Altres cantidats – Altres partits                       | 26,434        | 1,86%  |               |        |
| Font: IFES: Election Guide                              |               |        |               |        |